# Staatsstraße 27 (Finnland)

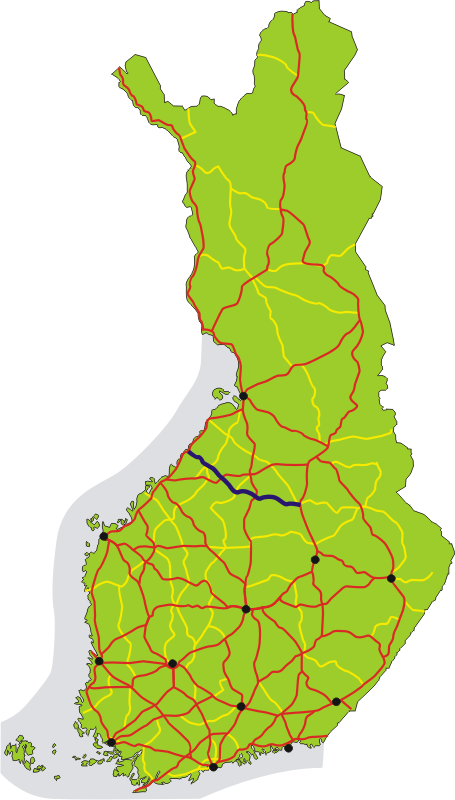
Verlauf der Staatsstraße 27

Die finnische Staatsstraße 27 (finn. Valtatie 27, schwed. Riksväg 27) beginnt in Kalajoki und führt nach Iisalmi. Die Straße ist 203 Kilometer lang.

## Streckenverlauf

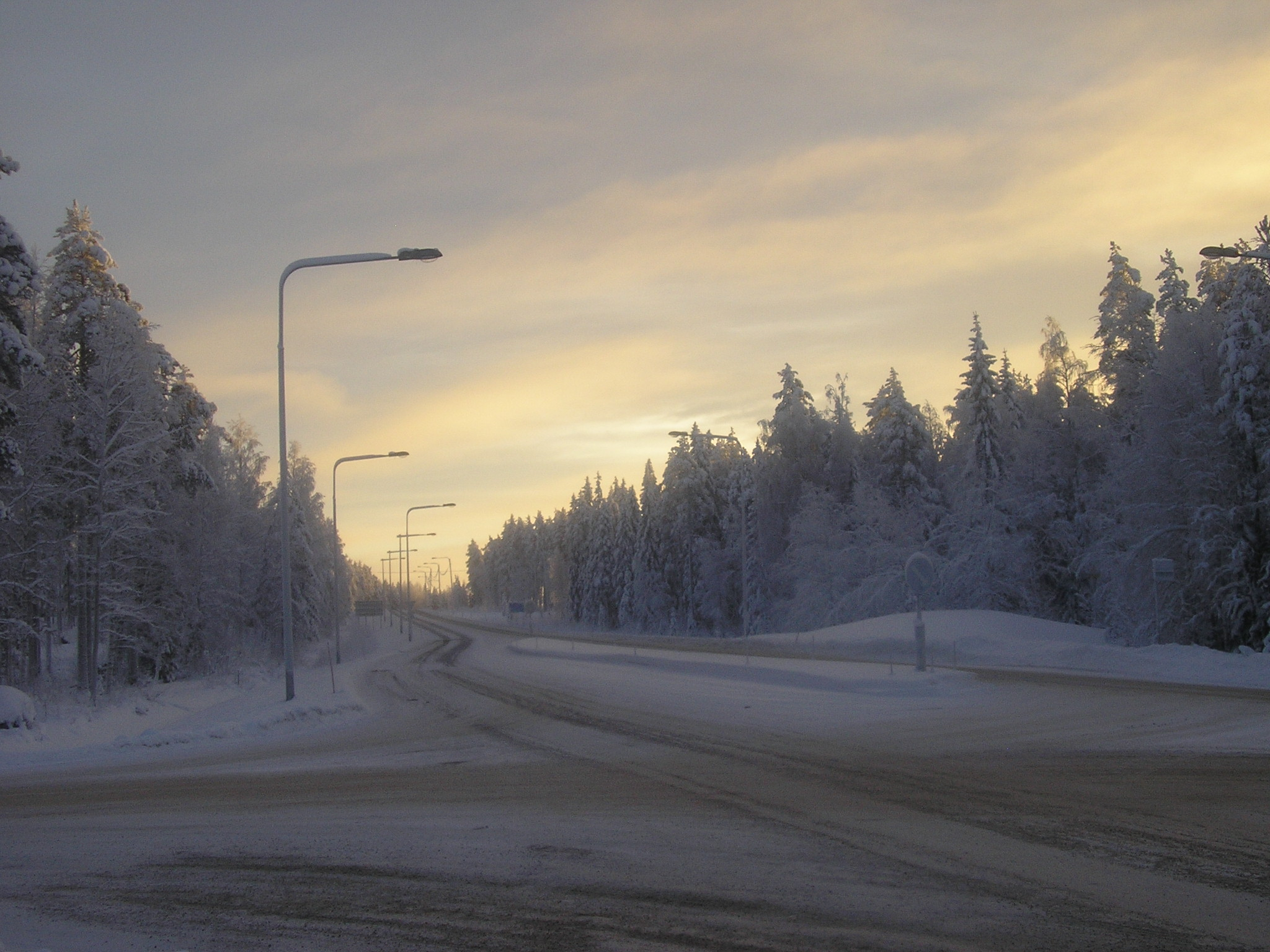
Die winterliche Straße in Pyhäjärvi (2010)

Die Staatsstraße 27 zweigt in Kalajoki am Bottnischen Meerbusen von der Staatsstraße 8 (zugleich Europastraße 8) ab und verläuft in südöstlicher bis östlicher Richtung, dem Fluss Kalajoki folgend, über Pyhäjärvi nach Iisalmi, wo sie auf die Staatsstraße 5 (zugleich Europastraße 63) trifft und an dieser endet.